# Вища освіта в Південній Кореї
Система освіти в Південній Кореї вважається однією з найсучасніших, у порівнянні з багатьма найсильнішими країнами світу. Її ефективність базується на використанні високих технологій, підтримці держави, високому рівні викладання, відносно низькій вартості навчання та відмінних кар'єрних перспективах. Важливо й те, що Південна Корея славиться своєю культурною спадщиною й історією. Студенти не лише отримують високоякісну освіту, але й занурюються у вивчення корейського суспільства, побуту, мистецтва, культури, літератури та традицій.

## Розвиток освіти
У період японського колоніалізму (1910—1945) вища освіта для корейців була практично недоступною. Японський уряд розглядав корейський народ лише як допоміжний ресурс для збільшення своєї могутності, тому всіляко перешкоджав розвитку системи вищої освіти на території Кореї. Після звільнення в 1945 році від Японії і появи на південній території Корейського півострова американської військової адміністрації, система освіти реконструювалася за американською моделлю, згідно з якою термін навчання в початковій школі становив — 6 років, у середній школі — 6 років і в університеті — 4 роки. За період американської окупації  значно збільшилася кількість початкових і вищих шкіл. У зв'язку з цим з'явилася проблема нестачі кадрів, що в поєднанні з відсутністю чіткого плану розвитку впливало на часті зміни в структурі управління. Зі створенням Республіки Корея в 1948 році уряд Лі Синмана проводив освітню політику під гаслом антикомунізму. Початкова освіта стала безкоштовною і обов'язковою для всіх громадян. Така система була прототипом сучасної системи освіти в Республіці Корея. У цей час було прийнято рішення створити систему самоврядної освіти на місцях. Метою такого заходу було перетворення освіти в самостійний інститут, який був би менш залежним від «непрофесіоналів» і позбавлений бюрократизму. Однак, уряд Лі Синмана не впорався з наміченими цілями, і лише після реформ 1995—1996 років вищі навчальні заклади отримали більш реальну автономію.
За часів правління Пак Чонхі (1961—1979) система освіти жорстоко контролювалася урядом, що було також обумовлено зовнішньою політичною ситуацією. У цей час велику увагу почали приділяти ідеологічному вихованню, що безумовно вплинуло на освіту. З 1969—1971 рр. був введений ряд обов'язкових для вивчення дисциплін, таких як військова підготовка, основи національної моралі та інші.
У 1980 році до влади прийшов новий президент Чон Духван. Його освітня політика була спрямована на розвиток економічної свідомості громадян, а також на підготовку висококваліфікованих робітничих кадрів. У республіці були проведені реформи по зміні системи вступу до вузів, тепер зарахування велося за результатами випускних іспитів із урахуванням оцінок атестата. Також, до закінчення першого етапу реформування системи вищої освіти в 1999 році основним підрозділом організації навчального процесу була кафедра, пізніше вона почала поступатися місцем факультетній системі, з метою підвищення якості освіти та можливостей студентів.
Сучасна система освіти в Республіці Корея базується на наступних актах:
- Конституції РК (1987);
- Хартії національної освіти (1968);
- Зводі законів про освіту (1994—1999);
- Державному освітньому стандарті VII покоління (2000).

Відповідно до закону 1997 року є 8 категорій вищих навчальних закладів: університети, технічні інститути, педагогічні інститути, професійно-технічні інститути, інститути заочного навчання, технологічні інститути, вищі професійні коледжі за різними напрямками. Найпрестижніші заклади — університети. Вони у свою чергу поділяються на: державні вузи, вузи місцевого підпорядкування й приватні університети, останніх у Кореї переважна більшість.

## Організація навчального процесу у вищих навчальних закладах
Організація навчального процесу, встановлена законом про вищу освіту 1952 року, має свою специфіку. Побудована вона за принципом американської системи, де кожен студент може самостійно обрати дисципліни для вивчення. Є два переліки загальноосвітніх та спеціалізованих дисциплін, із яких деякі є обов'язковими для вивчення й визначаються вузом самостійно. Протягом другої половини ХХ століття ці дисципліни змінювалися у зв'язку з зовнішньо- й внутрішньополітичними чинниками. Незважаючи на велику кількість дисциплін, студент обмежений у виборі кредитною системою. Кредит дорівнює 1 годині, у залежності від кількості годин на тиждень дисципліна оцінюється в 1, 2 або 3 кредити, максимальна кількість кредитів за семестр визначається вузом. Таке обмеження пояснюється щільністю навчального розкладу. В університетах Південної Кореї не проходять семінари, у навчальному розкладі є тільки лекції. Однак вони значною мірою нагадують українські семінари. Є декілька форматів проведення лекційних занять. У першому випадку викладач дає кожному студенту завдання підготувати виступ, що стосується певних аспектів досліджуваної теми. Інший формат- жвава дискусія між студентами, де викладачеві відводиться роль модератора.

## «SKY»
Трійка найбільш престижних вузів позначається абревіатурою SKY, у неї входять:
- Сеульський національний університет
- Університет Корьо
- Університет Йонсе

Сеульський національний університет — найбільший університет Кореї, утворений у 1946 році після злиття 10 навчальних закладів різної спеціалізації. Сьогодні кампуси Сеульського університету — це Alma mater десятків тисяч студентів і аспірантів, які вивчають соціальні, природничі й технічні науки, екологію та інженерні програми, ветеринарну справу та музичне мистецтво. Викладачі дотримуються ліберальних поглядів, надаючи студентам максимальну свободу протягом усього освітнього процесу. Ще один важливий напрямок діяльності цього вузу — програми обміну студентами, розраховані як на тривале навчання, так і на короткострокові стажування.
Університет Корьо — приватний дослідницький вуз із більш ніж віковою історією. Університет, що знаходиться в центрі Сеула, відрізняється практичною спрямованістю навчання та досліджень. Наприклад, медичний факультет включає три діючі лікарні (які входять у десятку найкращих у Кореї), а також добре оснащені медичні лабораторії. Тут був винайдений захист від вірусу Хантаан — перша діюча вакцина, яку використовують не лише в навчальних цілях.
Університет Йонсе — елітний науковий центр, що знаходиться в приватному володінні й входить у трійку найкращих університетів Південної Кореї. В університеті Йонсе проходить безліч англомовних освітніх курсів, включаючи бізнес-програму MBA. Літня школа для студентів-іноземців пропонує вибір із сотні навчальних напрямків: від мистецтва й культури до соціальних і технічних наук.